# Johann Nepomuk Hebensperger
Johann Nepomuk Hebensperger (* 1. Februar 1893 in Ottobeuren; † 10. November 1960 in Dillingen an der Donau) war ein deutscher katholischer Geistlicher, Historiker und Philosoph.
Hebensperger wurde 1923 in München zum Dr. phil. promoviert. Er wurde 1927 außerordentlicher Professor, 1947 ordentlicher Professor und lehrte Philosophie an der Philosophisch-theologischen Hochschule Dillingen, deren Rektor er seit 1947 und bei der 400-Jahr-Feier am 9./10. November 1949 war. Seine Veröffentlichungen behandelten die Kirchenväter Cyrill von Alexandrien und Augustinus sowie andere christliche Philosophen. Im November 1933 unterzeichnete er, als einer von etwa 900 Personen, das Bekenntnis der deutschen Professoren zu Adolf Hitler.

## Schriften
- Die Denkwelt des Hl. Cyrill von Alexandrien. Eine Analyse ihres philosophischen Ertrags. Augsburg 1927 (= Münchner Diss. 1923)
- Der heilige Bonaventura, Doctor seraphicus. Ein mittelalterliches Weltbild von der hierarchischen Ordnung des Seins in augustinisch-franziskanischer Schau. Augsburg 1939
- Der heilige Augustinus. Der Dreiklang der Menschenseele. Wahrheit – Liebe – Gott. Augsburg 1939
- Einleitung in die Geschichte der Philosophie. Aufgabe, Fortschritt und Sinn der Geschichte der Philosophie. Regensburg 1944
- Gedanken zu einer Metaphysik des Dämonischen. Dillinger Rektoratsrede 1947, Donauwörth 1948
- Thomist und Existentialist begegnen sich. Rektoratsrede 1949
- Die geistige Situation zur Zeit der Gründung der Universität Dillingen. In: Jahrbuch des Historischen Vereins Dillingen an der Donau. Band 52, 1950, S. 95–112 (Digitalisat)